# Asteroma impressum
Asteroma impressum är en svampart som beskrevs av Fuckel 1874. Asteroma impressum ingår i släktet Asteroma och familjen Gnomoniaceae.   Inga underarter finns listade i Catalogue of Life.